# Сан-Сальвадор-Мунду
Сан-Сальвадор-Мунду (порт. São Salvador do Mundo) — один з 22 муніципалітетів Кабо-Верде. Розташований на острові Сантьягу.
Населення становить 8 652 осіб (2015). Площа муніципалітету — 26,5.

## Адміністративний поділ
До муніципалітету належить одна парафія (фрегезія): Сан-Сальвадор-до-Мунду.

## Населення
Згідно із переписом населення 2010 року населення муніципалітету становило 8 677 осіб. За оцінкою 2015 року — 8 652.
У минулому динаміка зміни чисельності населення виглядала так:
| Рік  | Населення |
| ---- | --------- |
| 1980 | 8,315     |
| 1990 | 9,130     |
| 2000 | 9,172     |
| 2010 | 8,677     |